# Paul Herget
Paul Herget (* 30. Januar 1908 in Cincinnati, Ohio; † 27. August 1981 ebenda) war ein US-amerikanischer Astronom.

## Leben
Er lehrte Astronomie an der University of Cincinnati im US-Bundesstaat Ohio. 1947 initiierte er dort die Gründung des Minor Planet Center, das er bis zu seinem Ruhestand 1978 leitete. Nach dem Krieg wurde er zum Direktor des Cincinnati Observatory ernannt.
Er war ein Pionier in der Anwendung von Rechenmaschinen zur Lösung von wissenschaftlichen und astronomischen Problemen (z. B. der Berechnung von Ephemeriden für Asteroiden). Während des Zweiten Weltkriegs nutzte er diese Fähigkeiten, um feindliche U-Boote durch Methoden der Sphärischen Trigonometrie aufzuspüren.
Paul Herget hat eine Tochter Marilyn, nach der der Asteroid (1486) Marilyn benannt wurde.

## Ehrungen
1962 wurde Herget in die National Academy of Sciences gewählt. Der Asteroid (1751) Herget wurde nach ihm benannt.